# أكسل دبليو. بيرسون
أكسل دبليو. بيرسون (بالسويدية: Axel W. Persson)‏ هو عالم آثار سويدي، ولد في 1 يونيو 1888 في Åstorp Municipality ‏ في السويد، وتوفي في 7 مايو 1951 في أوبسالا في السويد.